# Satpajev
Satbajev (kazašsky Сәтбаев, do roku 1990 Nikolskij, rusky Никольский) je město v Kazachstánu v Ulytauské oblasti. Město je pojmenované po sovětském geologovi Kanyši Satbajevovi, prvním předsedovi Akademie věd Kazachstánu.
Žije zde přibližně 62 tisíc obyvatel.

## Historie
V roce 1954 bylo založeno sídliště pro horníky pracující v nedaleko ležících žezkazganských rudných dolech. V roce 1956 dostala obec jméno Nikolsk. 25. prosince 1973 byl Nikolsk povýšen na město a přejmenován Nikolskij. Jeho součástí se staly i obce Žezkazgan  a Severnyj. 13. září 1990 byl Nikolskij přejmenován na Satpajev.

## Doprava
Osobní železniční doprava vede po trati mezi Almaty a Žezkazganem.
V Žezkazganu se také nachází nejbližší letiště.